# Johnstown (Nueva York)
Johnstown fundada en 1895, es una ciudad ubicada en el condado de Fulton en el estado estadounidense de Nueva York. En el año 2000 tenía una población de 8,511 habitantes y una densidad poblacional de 676.1 personas por km².

## Geografía
Johnstown se encuentra ubicada en las coordenadas 43°0′26″N 74°22′20″O / 43.00722, -74.37222. Según la Oficina del Censo, la ciudad tiene un área total de 12,6 km² (4,9 mi²), de la cual 12,6 km² (4,9 mi²) es tierra y 0 km² (0 mi²) (0%) es agua.

## Demografía
Según la Oficina del Censo en 2000 los ingresos medios por hogar en la localidad eran de $32,603, y los ingresos medios por familia eran $39,909. Los hombres tenían unos ingresos medios de $30,636 frente a los $22,272 para las mujeres. La renta per cápita para la localidad era de $17,324. Alrededor del 13.2% de la población estaban por debajo del umbral de pobreza.